# Alleinflug
Ein Alleinflug ist ein Flug, bei dem sich – außer dem Piloten – keine weitere Person an Bord eines Luftfahrzeuges befindet. Der Begriff wird meist bei der Ausbildung von Luftfahrzeugführern für die ersten Flüge ohne Fluglehrer benutzt.
Vor dem ersten Alleinflug lernt der Flugschüler den sicheren Umgang mit dem Flugzeug in allen Flugphasen. Außer in den Standardsituationen vom Start bis zur Landung muss er das Fluggerät auch in ungewöhnlichen Situationen (Startunterbrechung, Triebwerksausfall bzw. Seilriss bei Segelfliegern, Trudeln, Strömungsabriss, Anflug aus ungewohnter Position) sicher beherrschen, bevor er ohne Fluglehrer fliegen darf.
Bei der Ausbildung zum Segelflugzeugführer, die in Deutschland mit 14 Jahren (mit Sondergenehmigung auch schon mit 13 Jahren) begonnen werden kann, erfolgt der erste Alleinflug als Teil der sogenannten A-Prüfung. Hat der Flugschüler sowohl theoretisch als auch praktisch seine Fähigkeiten nachgewiesen, darf er nach Zustimmung eines zweiten Fluglehrers die A-Prüfung absolvieren, die drei Alleinflüge in der Platzrunde umfasst.